# Paix de Ferrare (1426)
Pour les articles homonymes, voir Paix de Ferrare.
La paix de Ferrare a été signée dans la ville homonyme le 26 et le 30 décembre 1426.

## Histoire
Après que le duc de Milan, Philippe Marie Visconti, ait confié de nouveau les terres de Forlì et d'Imola au pape Martin V, ce dernier opta pour la paix à la suite de la guerre qu'avaient suscité ces disputes de territoires.
La paix, qui fut signée le 26 décembre 1426 à Ferrare, stipula que la Bresse et huit de ses châteaux forts étaient la possession de la république de Venise. Amédée VIII de Savoie garda ses territoires conquis au Piémont.
Le 30 décembre 1426, le traité de Ferrare scella la paix entre la république de Venise et Florence. Les villes de Brescia, Bergame et en partie de Crémone qui avaient été conquises par le duché de Milan, furent placées sous la tutelle de la République de Venise.